# Hypsoblennius brevipinnis
Hypsoblennius brevipinnis är en fiskart som först beskrevs av Günther, 1861.  Hypsoblennius brevipinnis ingår i släktet Hypsoblennius och familjen Blenniidae. IUCN kategoriserar arten globalt som livskraftig. Inga underarter finns listade i Catalogue of Life.